# Triumph of a Heart
Triumph of a Heart – trzeci singel islandzkiej piosenkarki Björk z albumu Medúlla.
W piosence głosu gościnnie użyczył japoński beatboxer Dokaka.
W tekście piosenki ludzkie ciało użyte jest jako metafora relacji – jej różne części pracują cały czas w harmonii, ponieważ "kochają się" nawzajem.
Relacja z tworzenia teledysku jest udokumentowana w bonusie, który pojawił się na DVD "The Medúlla Videos" ("Stories Behind the Music Video").
Utwór został zaprezentowany po raz pierwszy na żywo 20 kwietnia 2008 w Hammersmith Apollo w Londynie.

## Wideoklip
Teledysk został wyreżyserowany przez Spike Jonze, który również zajął się reżyserią teledysku do singla It's Oh So Quiet. W klipie, Björk obrażona na swojego męża, granego przez domowego kota, wyjeżdża z domu na noc. Odwiedza pub, gdzie ścieżka dźwiękowa zatrzymuje się, a klienci (wśród nich Dokaka) przyłączają się do specjalnego wykonania piosenki, zarejestrowanego na wideo. Björk w końcu powraca do domu, przestaje gniewać się na męża-kota i okazuje mu swoje miłosne uczucia.

## Lista ścieżek

### UKCD1
1. Triumph of a Heart (Radio Edit)
2. Desired Constellation (Ben Frost's School of Emotional Engineering Mix)

### UK CD2
1. Triumph of a Heart (Audition Mix)
2. Vökuró (Gonzales Mix)
3. Mouth's Cradle (Recomposed by Ensemble])

### UK DVD
1. Triumph of a Heart (Video)
2. Oceania (Piano Vocal)
3. Desired Constellation (Choir Mix)

### EU EP CD
1. Triumph of a Heart (Audition Mix)
2. Vökuró (Gonzales Mix)
3. Mouth's Cradle (Recomposed by Ensemble)
4. Desired Constellation (Ben Frost's School of Emotional Engineering Mix)
5. Triumph of a Heart (Radio Edit)

## Remixy
- Radio Edit (edycja radiowa) – 03:00
- Audition Mix – 04:17
- Video Version[1]- 05:28
- Do Do Mix (Matmos Mix, digital only) – 3:31
- Medúlla Medley Version (France CD-R Promo) – 0:54
- Valgeir Sigurðsson Mix (przez pewien czas dostępny na oficjalnym profilu MySpace Björk) – 03:40
- Ensemble Mix (Unreleased)

## Notowania
| Lista                                   | Najwyższa pozycja |
| --------------------------------------- | ----------------- |
| Spanish Singles Chart                   | 6                 |
| UK Singles Chart                        | 31                |
| French Singles Chart                    | 63                |
| U.S. Billboard European Hot 100 Singles | 63                |
| European Singles Chart                  | 90                |